# Пресемена течност
Пресемена течност (преејакулат) представља безбојну течност, која се ослобађа током сексуалног узбуђења код мушкараца. Преејакулат луче Кауперове жлезде (булбоуретралне жлезде), које су смештене са обе стране уретре мушкараца. Може се дефинисати и као природни лубрикант, који се ненамерно лучи пре ејакулације, што значи да мушкарац не може контролисати лучење пресемене течности.
По правилу, у „нормалним условима не” садржи сперматозоиде, за разлику од семене течности. Међутим, није искључено да се извесна количина сперматозоида нађе и у пресеменој течности. Према истраживању у којем је учествовало 28 мушкараца, код 12 мушкараца су пронађени трагови семене течности (сперме) у пресеменој течности. У складу са тим, није препоручљиво користити "методу прекинутог сношаја" , јер чак и мања количина сперматозоида која се може наћи у пресеменој течности, довољна је за трудноћу.

## Пресемена течност и полно преносиве болести/нежељена трудноћа
Незаштићен вагинални и анални сексуални однос представљају један од најчешћих начина преноса полних болести. Полно преносиве болести, као што су  хламидиоза, гонореја, сифилис, генитални херпес, ХИВ/АИДС, гениталне брадавице (ХПВ вирус/кондиломи) и трихомонијаза, представљају једно од најучесталијих обољења у модерном друштву. Правилно коришћење заштите, односно кондома, као и лубриканата подразумевају најефикасније начине за смањивање ризика преноса полних болести.
Веома је важно да се заштита, тачније кондом, употреби пре продора пениса, зато што се већина полно преносивих болести, као што је ХИВ, налази и у пресеменој течности. Уз то, лубрикант се препоручује ради смањења ризика од пуцања кондома. Будући да се полно преносиве болести налазе и у пресеменој течности, која се лучи током сексуалног узбуђења, односно пре ејакулата, наведена "метода прекинутог сношаја", односно прекид односа пре испуштања ејакулата није ефикасан и поуздан начин спречавања преноса инфекција.
Према резултатима истраживања, у неочекивано великом броју случајеве долази до нежељене трудноће управо из пресемене течности. У складу са тим, веома је важно да здравствени радници, пре свега гинеколози, на адекватан начин информишу младе и читаво друштво и тиме подигну свест о значају коришћења заштите током сексуалних односа. Данас, захваљујући научном и технолошком напретку, доступни су бројни методи контрацепција који омогућавају ефикасно планирање трудноће и самим тим смањивање броја нежељених трудноћа.
Дакле, сваки незаштићен сексуални однос представља ризичан однос у погледу полно преносивих болести и нежељене трудноће.